# We Came with the Northern Winds – En Saga I Belgia
We Came with the Northern Winds — En Saga I Belgia — двойной CD и двойной DVD германо-норвежской симфоник-метал-группы Leaves’ Eyes, выпущенные 27 февраля 2009 года на лейбле Nuclear Blast. На диски вошли концертные видео- и аудиотреки, записанные в 2007 году в Бельгии на фестивале Metal Female Voices Fest.

## Содержание альбома

### DVD
DVD 1: Документальный
1. «From Fjords And Myths»
2. «The Story Of Leaves Eyes»
3. «Ode To A Seamaid»
4. «Musical Nature»
5. «The Saga Of Vinland»
6. «Sounds Of Strings»
7. «Across European Borders»
8. «Dark Emotions»
9. «Mexican Tales»
10. «Strange Melodies»
11. «Viva Southamerica»
12. «Angelique Voices»
13. «Going Downunder»
14. «The Beauty And The Beast»
15. «American Dreams»
16. «The Passage»

DVD 2: Записи с MFVF '07
1. «Intro — Vinland Saga»
2. «Farewell Proud Men»
3. «Ocean’s Way»
4. «The Crossing»
5. «Into Your Light»
6. «The Thorn»
7. «Mourning Tree»
8. «For Amelie»
9. «Skraelings»
10. «Temptation»
11. «Tales Of The Seamaid»
12. «New Found Land»
13. «Leaves' Eyes»
14. «Solemn Sea»
15. «Amrhan (Song of the Winds)»
16. «Norwegian Lovesong»
17. «Lyset»
18. «Legend Land»
19. «Elegy»
20. «Outro — Mot Fjerne Land»

### CD
CD 1
1. «Intro — Vinland Saga»
2. «Farewell Proud Men»
3. «Ocean’s Way»
4. «The Crossing»
5. «Into Your Light»
6. «The Thorn»
7. «Mourning Tree»
8. «For Amelie»
9. «Skraelings»

CD 2
1. «Temptation»
2. «Tales Of The Seamaid»
3. «New Found Land»
4. «Leaves' Eyes»
5. «Solemn Sea»
6. «Amrhan»
7. «Norwegian Lovesong»
8. «Lyset»
9. «Legend Land»
10. «Elegy»
11. «Outro — Mot Fjerne Land»[1]

## Участники записи

### Музыканты
- Лив Кристин Эспенес-Крулль — вокал
- Александр Крулль — вокал, клавишные, программирование
- Торстен Бауер — гитара
- Матиас Рёдерер — гитара
- Крис Лукхауп — бас-гитара (треки с CD1-1 до CD2-10, с DVD2-1 до DVD2-20)
- Алла Федынич — бас-гитара  (треки с DVD1-1 до DVD1-16)
- Мориц Нойнер — ударные (треки с CD1-1 до CD2-10, с DVD2-1 до DVD2-20)
- Севен Антонопулос — ударные (треки с DVD1-1 до DVD1-16)

### Производство
- Инго Рёмлинг (Ingo Römling) — художник
- Ханнес Бир (Hannes Beer) — дизайн обложки[2]